# Springport (Indiana)
Springport és una població dels Estats Units a l'estat d'Indiana. Segons el cens del 2000 tenia 174 habitants.

## Demografia
Segons el cens del 2000, Springport tenia 174 habitants, 63 habitatges, i 53 famílies. La densitat de població era de 516,8 habitants/km².
Dels 63 habitatges en un 34,9% hi vivien nens de menys de 18 anys, en un 68,3% hi vivien parelles casades, en un 9,5% dones solteres, i en un 14,3% no eren unitats familiars. En l'11,1% dels habitatges hi vivien persones soles l'1,6% de les quals corresponia a persones de 65 anys o més que vivien soles. El nombre mitjà de persones vivint en cada habitatge era de 2,76 i el nombre mitjà de persones que vivien en cada família era de 2,91.
Per edats la població es repartia de la següent manera: un 27% tenia menys de 18 anys, un 8% entre 18 i 24, un 27,6% entre 25 i 44, un 27% de 45 a 60 i un 10,3% 65 anys o més.
L'edat mediana era de 36 anys. Per cada 100 dones de 18 o més anys hi havia 104,8 homes.
La renda mediana per habitatge era de 43.125 $ i la renda mediana per família de 32.188 $. Els homes tenien una renda mediana de 39.167 $ mentre que les dones 32.813 $. La renda per capita de la població era de 17.217 $. Entorn del 8,5% de les famílies i el 9,6% de la població estaven per davall del llindar de pobresa.

## Poblacions més properes
El següent diagrama mostra les poblacions més properes.